# Association des femmes arabes

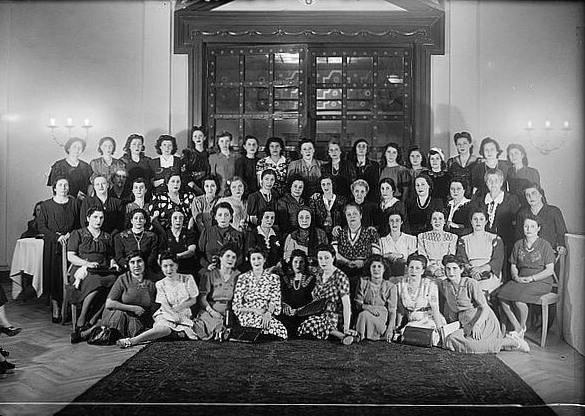
Photo de groupe en 1929.

L'Association des femmes arabes (جمعية النساء العربيات ) était l'une des principales organisations féminines sous le mandat britannique en Palestine. Fondée à Jérusalem le 26 octobre 1929, lors du premier Congrès des femmes arabes palestiniennes (PAWC), elle avait pour objectifs d'améliorer la condition des femmes palestiniennes et de soutenir la lutte nationaliste.

## Histoire

### Contexte
Au cours des années 1920-1930, les femmes palestiniennes appartenant aux classes urbaines moyennes et supérieures, grâce à leur intégration dans les systèmes éducatif et salarial, commencent à s'impliquer dans la vie politique, économique et culturelle. Directement concernées par la situation politique en Palestine, certaines s'organisent, participant très tôt à l'opposition arabe au mandat britannique. Critiques à l'égard de l'immigration juive croissante, un temps encouragée par les Britanniques, les associations de femmes se lient au militantisme nationaliste.
Pendant les années 1920, des associations dirigées par une élite féminine urbaine commencent à se former. Bien que certaines de ces associations se soient initialement principalement consacrées à des actions sociales et caritatives, elles décident au fur et à mesure de s'investir dans le combat national palestinien et de soutenir le mouvement politique qui demandait la fin du mandat britannique et la maîtrise de l’immigration juive. Elles participent à des manifestations, adressent des demandes au gouvernement britannique et mènent des campagnes dans d'autres pays arabes afin d'obtenir des soutiens. Un grand nombre des membres de ces associations appartenaient à des familles déjà impliquées dans la mouvance nationaliste, comme les Husseini, les Khalidi et les Nashashibi.
Parfois, ces associations privilégient l'action caritative pour promouvoir leur lutte. Toutefois, d'autres font œuvre d'éducation politique, donnant des conférences et des discours ou écrivant dans des journaux sur la situation politique ou sur la condition des femmes en Palestine.

### Premier Congrès des femmes arabes palestiniennes

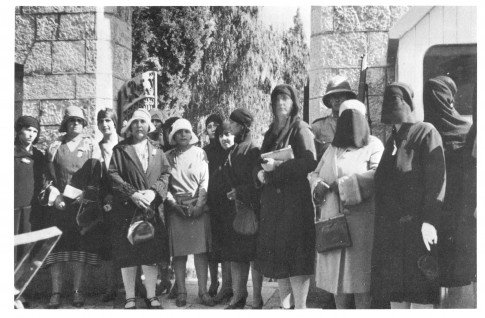
La délégation de femmes du Congrès des femmes arabes palestiniennes rendant visite au haut-commissaire britannique en octobre 1929.

Fin octobre 1929, ces femmes décident de s'organiser à la suite des troubles survenus au Mur des Lamentations. Des émeutes éclatent en août de la même année au sujet du partage du mur (considéré comme le lieu le plus sacré par les Juifs) et du complexe religieux de l'Esplanade des Mosquées (Haram al-Sharif), où se trouvent le dôme du Rocher et la mosquée al-Aqsa (deux des lieux de culte les plus importants pour les musulmans). Au total, 133 Juifs et 166 Arabes sont tués. 1 300 personnes sont arrêtées, pour la plupart des Arabes, et des condamnations à mort sont prononcées. Cet incident a un impact considérable sur la société palestinienne et la tension politique s'accroît. Face à cette escalade de la violence, les militantes palestiniennes se réunissent lors de ce qui est considéré comme le premier Congrès des femmes arabes palestiniennes, qui se déroule dans la maison de la militante Tarab Abdul Hadi, épouse d'Awni Abd al-Hadi, fondateur d'Al-Fatat, il devient un membre éminent du Parti de l'indépendance,. Environ 200 femmes musulmanes et chrétiennes venues de différentes villes assistent à la réunion. Il s'agit de l'acte fondateur de la participation publique des femmes au débat politique palestinien.
Durant le congrès, les résolutions suivantes sont adoptées : obtenir l’annulation de la déclaration Balfour, s'engager à établir un gouvernement national et à promouvoir le développement de l'industrie et de l'économie nationale. Une délégation composée de femmes chrétiennes et musulmanes (dont Tarab Abd al-Hadi et la chrétienne Matiel Mogannam, membres importantes de ce mouvement), rendent visite au haut-commissaire britannique John Chancellor afin de lui présenter ces résolutions. Elles lui présentent une série de pétitions, afin qu'il les transmette au gouvernement de Londres, dans lesquelles elles protestent contre la déclaration Balfour, l'immigration juive, l'application de l'ordonnance sur la punition collective et les mauvais traitements infligés aux prisonniers politiques arabes. Elles assistent à la réunion sans porter de voile.
Par la suite, elles présentent une copie de ces demandes aux consulats étrangers.

### L'association

#### Débuts

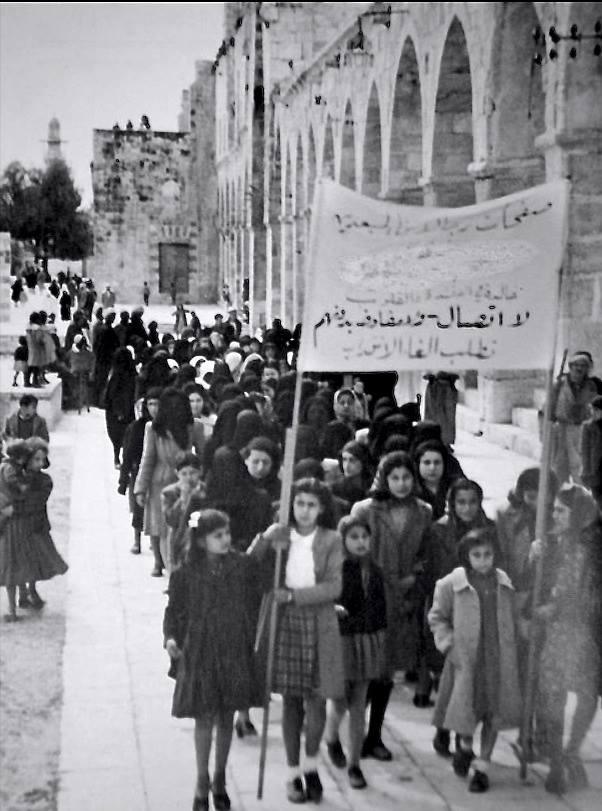
Manifestation de femmes palestiniennes en 1930.

Lors du congrès est décidée la création d'un comité exécutif composé de quatorze femmes, épouses ou proches des dirigeants nationalistes arabes. Sa fonction consiste à organiser le mouvement féminin en Palestine pendant le mandat britannique. Parmi ses membres figurent Matiel Mogannam, Khadija Husseini, Mélia Sakakini et Tarab Abd al-Hadi. Ce comité donne naissance à l'Association des femmes arabes, la plus importante association de femmes de l'époque en Palestine. Bien qu'elle semble avoir eu plusieurs dénominations, cette dernière était la plus courante. En plus de soutenir la lutte nationaliste et de mettre en œuvre les résolutions adoptées par le congrès, son but était d'améliorer la situation des femmes arabes en Palestine. Ses membres participent aux manifestations contre le gouvernement britannique et proposent leur soutien aux familles de prisonniers politiques, en particulier après la révolte de 1936, au cours de laquelle la tension accumulée les années précédentes a abouti à une grande grève des Arabes et des épisodes de violence entre communautés.
L'Association s'est subdivisée entre plusieurs sections dans différentes villes, notamment à Haïfa, Ramallah, Naplouse, Gaza, Acre et Jaffa.
Pendant les premières années d'existences de l'association, ses membres utilisent surtout l'écrit comme moyen militant. Elles envoient des télégrammes en sollicitant de l'aide à l'étranger, en particulier de la part d'autres organisations féminines du Moyen-Orient. Elle rédigent également des rapports sur des problèmes politiques particuliers, comme les taxes, les difficultés du monde paysan, la discrimination à l'égard des Arabes dans la fonction publique et l'éducation ou encore le sort des prisonniers politiques.

#### Intensification du militantisme et scission
Lors des années 1930, la tension politique s'accroit en Palestine et la société se radicalise. L'Association des femmes arabes soutient les activistes masculins et les manifestations se font plus intenses. L'activité militante de l'organisation augmente, évoluant au gré des événements politiques vers une stratégie plus combative. Ses membres participent au boycott des produits non nationaux et collectent des fonds pour acheter des armes, vendant leurs bijoux ou faisant même don de leur fortune personnelle.
Elles cultivent des contacts avec d'autres militantes arabes, comme l'Égyptienne Huda Sharawi, et des organisations de femmes syriennes, libanaises ou encore irakiennes. En 1938, se tient au Caire, sous la direction de Huda Sharawi, la Conférence des femmes orientales sur la défense de la Palestine. Des militantes venues d'Irak, d'Iran, de Syrie, du Liban, de Palestine et d'Égypte participent à l'évènement. La conférence traite de questions liées à la situation politique en Palestine. Ses membres se mettent d'accord sur la création de comités féminins pour la défense de la Palestine dans leurs différents pays, coordonnés par le comité égyptien, afin de garantir la mise en œuvre des résolutions adoptées, parmi lesquelles l'abolition du mandat britannique, l'annulation de la déclaration Balfour, le frein à l'immigration juive et l'interdiction de vendre des terres à des Juifs (résolutions similaires à celles adoptées par le Congrès des femmes palestiniennes en 1929).
Après cette conférence, l'association se divise en deux groupes, principalement pour des raisons politiques. Après la révolte arabe de 1936, la crise politique s'est intensifiée et les militantes palestiniennes ont dû repenser leurs modes d'action. Une partie d'entre elles a estimé que l'activisme politique serait temporaire, tandis qu'une autre partie était convaincue de la nécessité de continuer fortement leur action militante, ce qui a donc conduit à une scission. Le premier groupe conserve le nom de l'association et s'oriente principalement vers l'action sociale. L’autre, appelé « Union des femmes arabes », est devenue « l'organisation la plus politique et féministe »[De quoi ?]. Les deux groupes continuent toutefois à coopérer.